# Bastion Wyskok
Bastion Wyskok (niem. Aussprun lub Pestilenz) – zabytkowy element XVII-wiecznych fortyfikacji Gdańska w postaci bastionu.

## Położenie
Bastion położony jest na obszarze dzielnicy Śródmieście, a konkretniej na południowym krańcu Dolnego Miasta, nad dawną fosą w postaci Opływu Motławy. Połączony jest kurtynami z dwoma sąsiadującymi bastionami – od zachodu z Bastionem Wilk, a od wschodu z Bastionem Miś. Bastion położony jest na terenie Parku nad Opływem Motławy.

## Charakterystyka
Jeden z czternastu bastionów typu staroholenderskiego, którymi obwarowano dookolnie Gdańsk w latach 1622-1636 oraz jeden z pięciu tego typu obiektów istniejących w Gdańsku do dziś. Posiada konstrukcję dwupoziomową, składa się z wału niskiego i wysokiego. Nie posiadał kazamat w swoim wnętrzu. Obiekt fortyfikacyjny mający postać nasypu ziemnego na planie pięcioboku, pokrytego darnią. 
W 2020 r. na obszarze bastionu odkryto masowy grób ofiar wojskowych i cywilnych z 1945 roku.